# Clara Egger
Clara Egger (2 de enero de 1988) es una politóloga francesa. Es la precandidata a la presidencia de la República del colectivo Esperanza RIC 2022.
Creció en Ardecha. Alumna en Ciencias Po Grenoble en 2005, se especializa en teoría política y en relaciones internacionales. En 2010, obtiene el título de máster Organización internacional.
En 2011, inicia una tesis doctoral de ciencias políticas a la universidad Grenoble Alpes. Su director de tesis es Yves Schemeil. Su tesis trata del rol de la acción humanitaria en política internacional. Se interesa en particular a las modalidades de financiación de las organizaciones humanitarias y forja el concepto de « organización néo-gubernamental » que designa organizaciones alineadas sobre las prioridades políticas del Estado que las financia. Obtiene su doctorado en 2016.
Su investigación  sobre la financiación de las ONGs humanitarias y el rol de estas en los países en conflicto, ha sido reconocidas con el premio de la Fundación Cruz Roja en 2014 y la posición de finalista al premio de la mejor tesis europea en ciencias políticas.

## Recorrido profesional
Comienza su carrera en diversas organizaciones no gubernamentales. Contratada como responsable de la investigación al Centro de enseñanza y de investigación en acción humanitaria (CERAH) a Ginebra, coordina el proyecto « Enciclopedia humanitaria ».
En diciembre de 2018 obtiene la plaza de profesora asistente en relaciones internacionales en la universidad de Groningen (Países Bajos). Allí, dirige el máster « Erasmus Mundus » en acción humanitaria internacional (NOHA).
Desde 2021, es coeditora jefa del Periódico de la acción humanitaria internacional (Journal of International Humanitarian Action).
Publica en colaboración con Raul Magni-Berton el ensayo « El referéndum de iniciativa ciudadana explicado a todos ».

## Compromisos
Clara Egger es miembro del colectivo Cortecs que pretende promover el desarrollo del pensamiento crítico y la autodéfensa intelectual.
En 2017, funda con Raul Magni-Berton e Ismaël Benslimane el Movimiento para un Dauphiné democrático, donde promueve dos grandes principios de governanza : la democracia directa y la autonomía de los territorios.
En 2018, apoyó las reivindicaciones de los Chalecos Amarillos y particularmente el RIC, el referéndum de iniciativa ciudadana.
En 2021, impulsa el colectivo Esperanza RIC 2022 y es candidata a la elección presidencial francesa de 2022 con un programa electoral centrado en instituir el RIC (referéndum de iniciativa ciudadana) Constituyente.